# Beltiglio
Beltiglio, anticamente denominata Chianche è una frazione di 1.712 abitanti del comune Ceppaloni in provincia di Benevento.

## Geografia fisica
Si trova a nord-ovest di Ceppaloni ai confini con le vicine frazioni di Squillani, Zolli e Tufara Valle il territorio di Beltiglio è di circa 400 metri sul livello del mare.

## Storia
I primi insediamenti si sono sviluppati tra il XII e il XIII secolo nei casali di Santa Croce, San Giovanni e San Bartolomeo, successivamente i casali presero il nome di Chianche (da non confondere con l'omonimo comune irpino).
Proprio a Beltiglio è presente lo storico confine di stato tra il Regno delle Due Sicilie (al quale la frazione apparteneva) e lo Stato Pontificio (al quale apparteneva la città di Benevento). 
Nel 800 fu colpita più volte dal brigantaggio.
Più volte Beltiglio voleva staccarsi dal capoluogo per erigersi a comune autonomo, avvenne per la prima volta nel 1894, negli anni 20 e negli anni 40.

## Monumenti e luoghi d'interesse
A Beltiglio è presente la nota Chiesa di Maria Santissima del Rosario, fondata 1629 da Giovan Vincenzo Maio. Nel 700 passò dagli eredi Maio ai Mazzeo di Chiusano. Fu restaurata nel 1865.